# 泥棒猫ヒナコの事件簿 泥棒猫リターンズ
『泥棒猫ヒナコの事件簿 泥棒猫リターンズ』（どろぼうねこヒナコのじけんぼ どろぼうねこリターンズ）は、永嶋恵美による日本の小説。「泥棒猫ヒナコの事件簿」シリーズ第3作目となる。
収録作品3篇はすべて書き下ろし作品で2019年11月に徳間文庫として刊行された。
前2作から8年後の皆実雛子（ヒナコ）と篠原楓たちが様々な恋愛トラブルを「合法的な強奪」という手段で解決していく姿を描いた3篇が収録されている。
2024年4月から6月まで朝日放送テレビの「ドラマL」枠で「泥棒猫ヒナコの事件簿」シリーズを原作としたドラマが放送された（テレビドラマ参照）。   

## 登場人物

### 主要人物
皆実雛子（みなみ ひなこ）
「泥棒猫派遣業」を請け負うオフィスCATの代表。成功率100%の強奪屋で「泥棒猫」と呼ばれている。
セーラーカラーの白いブラウスにピンクの吊りスカートが普段の服装で、依頼者からは若く見られることが多い。
篠原楓（しのはら かえで）
オフィスCATのスタッフ。雛子と仕事上のバディとなっている。音感に優れ、顔を合わせなくても複数人の声を的確に聞き分け、名前を即座に覚える特技がある。
雛子からは「そそっかしくてお調子者だが、不思議と強運」と言われている。

### 泥棒猫リターンズ
竹田緑（たけだ みどり）
大学生。従姉で親友の美春から交際相手を強奪するよう依頼する。
早川梨沙（はやかわ りさ）
不動産屋勤務。かつての依頼人（泥棒猫貸します参照）。緑からオフィスCATの連絡先を聞かれて取り次ぎ、今回の緑の依頼を手伝っている。
久保美春（くぼ みはる）
緑の親友で従姉（継母・節子の姪）。バツイチで子持ち（3歳の女児）のバイト先の店長と交際している。
店長の子どもの世話などに時間を取られ、大学を留年しそうになっているが、大学を中退してでも店長と結婚すると緑に言っている。

### 回線上の幽霊
千崎萌花（せんざき もえか）
26歳。フリーでウェブデザインを請け負うノマドワーカー。彼氏・山城翔太の強奪を依頼し、篠原楓が担当する。
山城翔太（やましろ しょうた）
26歳。建設関連の会社員。萌花とはソシャゲを通じて知り合い、オフ会をきっかけに交際が始まっている。

### 初日の幕が上がるまで
森井志乃（もりい しの）
マイナーな劇団に所属している劇団員。左足の怪我で裏方に転じている時に愛璃の世話係をしている。
愛璃の彼氏の強奪を依頼している。
愛璃（あいり）
インディーズ アイドル。志乃の劇団で客演をしている。TO（トップオタ、太客のファン）に危険を感じ始めている。
高梨夏輝（たかなし なつき）
愛璃の彼氏。志乃の劇団の同期で仲間。才能のある団員で志乃は希望の星と思っている。

## 書誌情報
- 永嶋 恵美（著）『泥棒猫ヒナコの事件簿 泥棒猫リターンズ』（2019年11月8日発売[1]、徳間文庫、ISBN 978-4-19-894515-2）